# Вільгельм Майзе (генерал)
Вільгельм Майзе (нім. Wilhelm Meise; 16 серпня 1891, Мюнхен — 11 серпня 1974) — німецький офіцер, генерал-лейтенант вермахту. Кавалер Німецького хреста в сріблі.

## Біографія
В липні 1910 року поступив на службу в 3-й інженерний батальйон Баварської армії. Учасник Першої світової війни, служив у інженерних частинах.
Після демобілізації армії залишений в рейхсвері. З 1 жовтня 1935 року — командир 7-го (Мюнхен), з 1 квітня 1938 року — 17-го інженерного батальйону (Інгольштадт). З 1 лютого 1939 року — командувач інженерними частинами в Лінці.
Під час Польської кампанії керував Рейнськими переправами. З 1 листопада 1939 року — командувач інженерними частинами 12-ї армії, з 1 жовтня 1941 року — групи армій «Центр». З 1 вересня 1943 року — вищий командир інженерних частин 2 (спецштаб Майзе в Росії). З 1 грудня 1943 року — командувач інженерними частинами групи армій «B». З 1 січня 1945 року — інспектор інженерних частин вермахту. З 1 червня по 25 липня 1945 року перебував у полоні.

## Звання
- Фанен-юнкер (18 липня 1910)
- Унтер-офіцер (18 жовтня 1910)
- Фенріх (3 березня 1911)
- Лейтенант (28 жовтня 1912)
- Обер-лейтенант (14 січня 1916)
- Гауптман (22 березня 1918)
- Майор (1 лютого 1931)
- Оберст-лейтенант (1 липня 1934)
- Оберст (1 серпня 1936)
- Генерал-майор (1 вересня 1940)
- Генерал-лейтенант (1 вересня 1942)

## Нагороди
- Медаль принца-регента Луїтпольда
  - срібна (29 квітня 1911)
  - золота (квітень 1923)
- Залізний хрест
  - 2-го класу (18 вересня 1914)
  - 1-го класу (25 листопада 1915)
- Орден «За заслуги» (Баварія) 4-го класу
  - з мечами (15 січня 1915)
  - з короною і мечами (1 січня 1918)
- Медаль «За відвагу» (Гессен)
- Хрест «За військові заслуги» (Австро-Угорщина) 3-го класу з військовою відзнакою
- Нагрудний знак «За поранення» в чорному (9 червня 1918)
- Почесний хрест ветерана війни з мечами (15 грудня 1934)
- Медаль «За вислугу років у Вермахті» 4-го, 3-го, 2-го і 1-го класу (25 років) (2 жовтня 1936) — отримав 4 медалі одночасно.
- Пам'ятна військова медаль (Австрія)
- Пам'ятна військова медаль (Угорщина) з мечами
- Медаль за участь у Європейській війні (1915—1918) (Болгарія)
- Медаль «У пам'ять 13 березня 1938 року» (8 листопада 1938)
- Медаль «У пам'ять 1 жовтня 1938» (2 серпня 1939)
- Застібка до Залізного хреста
  - 2-го класу (26 травня 1940)
  - 1-го класу (11 червня 1940)
- Медаль «За зимову кампанію на Сході 1941/42» (28 липня 1942)
- Хрест Воєнних заслуг 2-го і 1-го класу з мечами
- Німецький хрест в сріблі (22 липня 1944)
- Орден «Святий Олександр», великий офіцерський хрест з мечами (Болгарія)